# Revolver (französische Band)
Revolver ist eine französische Musikgruppe, die im Jahre 2006 in Paris gegründet wurde. Der Bandname ist angelehnt an das gleichnamige Album der Beatles aus dem Jahr 1966.

## Bandgeschichte
Nachdem 2008 die EP Pop de Chambre erschienen war, folgte im Juni 2009 das Album Music for a While. Die erste Singleauskopplung aus dem 2009 erschienenen Album war der Song Get Around Town, zu dem die Band auch ein Musikvideo drehte.

## Musikstil
Der Musikstil von Revolver ist beeinflusst von den Kompositionen von den Beach Boys, Elliott Smith, den Beatles, aber auch von klassischen Komponisten wie etwa Henry Purcell und Benjamin Britten.

## Diskografie

### Alben
| Jahr | Titel             | Höchstplatzierung, Gesamtwochen, AuszeichnungChartsChartplatzierungen (Jahr, Titel, Platzierungen, Wochen, Auszeichnungen, Anmerkungen) | Anmerkungen |
| Jahr | Titel             | FR | Anmerkungen |
| ---- | ----------------- | --- | ----------- |
| 2009 | Music For A While | FR37 (72 Wo.)FR |             |
| 2012 | Let Go            | FR16 (23 Wo.)FR |             |

### EPs
| Jahr | Titel Album | Höchstplatzierung, Gesamtwochen, AuszeichnungChartsChartplatzierungen (Jahr, Titel, Album, Platzierungen, Wochen, Auszeichnungen, Anmerkungen) | Anmerkungen |
| Jahr | Titel Album | FR | Anmerkungen |
| ---- | ----------- | --- | ----------- |
| 2011 | Wind Song   | FR52 (23 Wo.)FR |             |

Weitere EPs
- 2008: Pop de Chambre
- 2011: Parallel Lives